# Crambus tutillus
Crambus tutillus là một loài bướm đêm trong họ Crambidae.